# Musée d'Imhotep à Saqqarah
Le musée d'Imhotep à Saqqarah, voulu par Jean-Philippe Lauer qui a passé sa vie sur le site de Saqqarah, a été inauguré en avril 2006 après plus de dix ans de travaux de construction. Ce petit bâtiment d’un étage à droite sur la route qui mène au complexe funéraire de Djéser ne dépare pas dans le paysage sablonneux.
Une salle du musée porte le nom de Jean-Philippe Lauer en hommage à l'œuvre qu'il a réalisée durant tant d'années et où sont exposés ses livres, ses découvertes et ses objets personnels comme son appareil photo et son chapeau.
La deuxième salle, du nom de Style de Saqqarah, regroupe des objets utilisés au quotidien, de la vaisselle en pierre et en albâtre ainsi que des statues en bois.
Une autre salle, baptisée Tombeaux de Saqqarah, accueille de vraies tombes et momies découvertes dans la région.